# خوان ساراچینی
خوان ساراچینی (انگلیسی: Juan Sarrachini; ۲۹ ژانویهٔ ۱۹۴۶ – ۲۷ ژانویهٔ ۲۰۱۲) بازیکن فوتبال اهل آرژانتین بود.
از باشگاه‌هایی که در آن بازی کرده‌است می‌توان به باشگاه ورزشی رئال مایورکا، باشگاه فوتبال نیولز اولد بویز، باشگاه فوتبال آلمریا، و باشگاه فوتبال هرکولس اشاره کرد.